# Gare de Boissy-Saint-Léger
Ne doit pas être confondu avec Gare de Boissy-l'Aillerie.
La gare de Boissy-Saint-Léger est une gare ferroviaire française de la commune de Boissy-Saint-Léger, dans le département du Val-de-Marne, en région Île-de-France.
C'est une gare de la Régie autonome des transports parisiens (RATP), desservie par les trains de la ligne A du RER.

## Histoire
La gare est ouverte le 9 juillet 1874 en tant que terminus de la ligne de Paris-Bastille à Marles-en-Brie, également connue sous le nom de ligne de Vincennes. Elle perd presque immédiatement son statut de terminus à la suite du prolongement de ladite ligne à Brie-Comte-Robert en 1875 et à Verneuil-l'Étang en 1892. À la suite de l'abandon du trafic voyageurs sur la partie Boissy – Verneuil, la gare redevient le terminus de la ligne de Vincennes le 18 mai 1953.
Elle fut transformée en gare du Métro régional le 14 décembre 1969, et est maintenant desservie par les trains de la ligne A du RER depuis le 9 décembre 1977 parcourant la branche A2, dont elle est le terminus.
En 2021, selon les estimations de la RATP, la fréquentation annuelle de la gare est de 2 197 101 voyageurs.

### Restructuration de 2007
La gare fut fermée du 4 au 8 août 2007, pour permettre la mise en place de deux nouveaux ponts ferroviaires avant la gare pour la déviation de la route nationale 19.
La gare a été fortement réaménagée durant l'année 2008 : restructuration du hall d'accueil, réouverture de la sortie vers le centre commercial Boissy 2 (fermée depuis 2006) et installation de deux ascenseurs (un premier au niveau du hall principal vers le couloir qui passe sous les voies, et un second sous les voies 2 et 4 pour permettre l'accès à ces mêmes voies).
La gare routière a été mise au même niveau que la gare RATP pour permettre des correspondances plus faciles. Ces travaux ont pris fin le 15 août 2008 (date officielle de l'ouverture de la nouvelle gare routière).

## Service des voyageurs

### Accès
La gare dispose de deux accès : 
- l'accès no 1 « place de la Gare » ;
- l'accès no 2 « quartier de la Haie Griselle - Centre commercial Boissy 2 ».

Accès à la gare
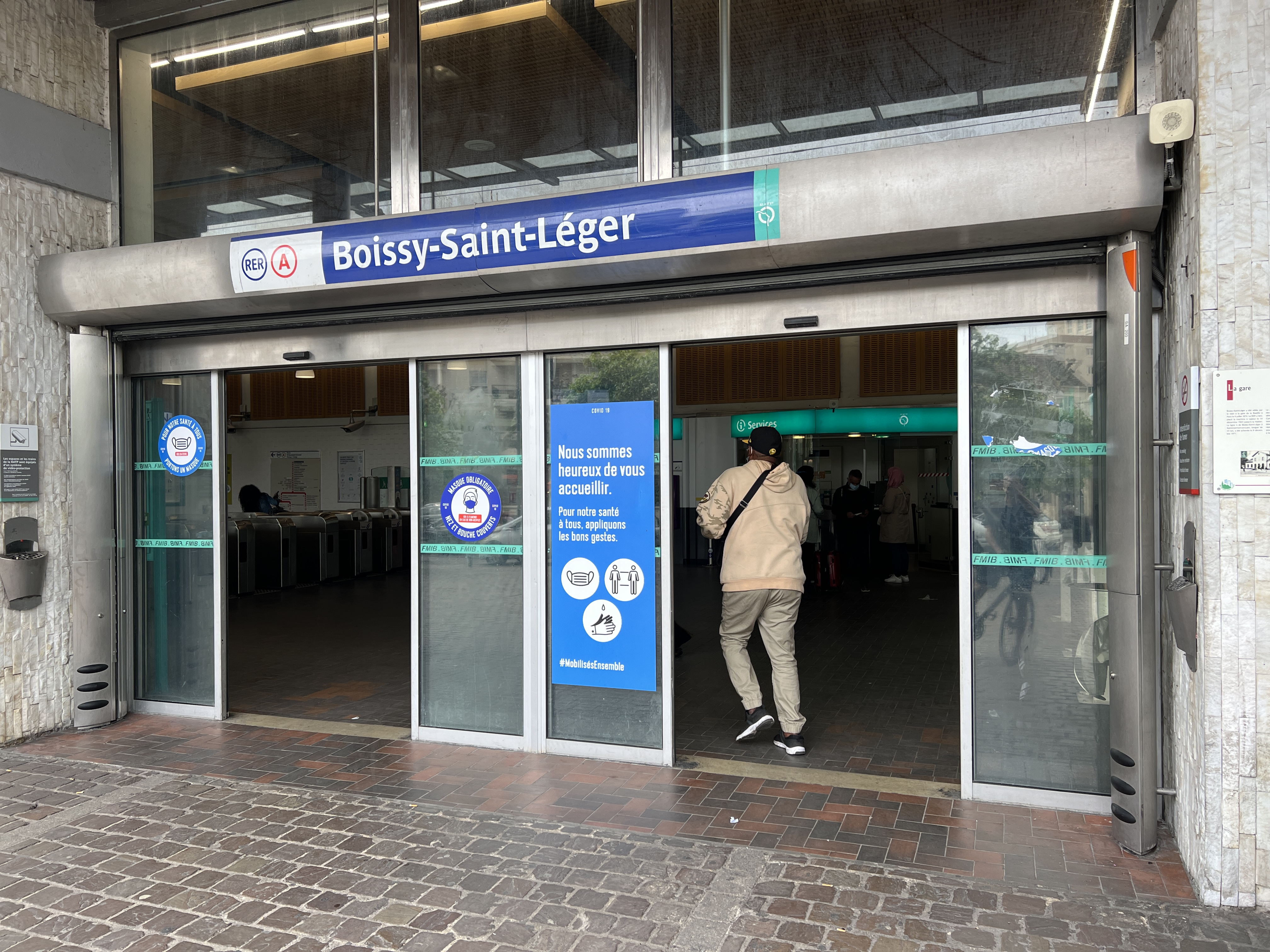
L'accès no 1 « Place de la Gare ».

### Desserte
Depuis le 10 décembre 2017, la desserte de Boissy-Saint-Léger est modifiée et renforcée.
Aux heures creuses (au départ comme à l'arrivée), il y a :
- un train toutes les huit à douze minutes du lundi au vendredi (en provenance et à destination de Cergy-le-Haut) ;
- un train toutes les dix minutes le week-end et les jours fériés (en provenance et à destination de Saint-Germain-en-Laye).

Quel que soit le jour aux heures creuses, il y a six trains par heure.
Aux heures de pointe, la desserte est renforcée (au départ comme à l'arrivée) avec :
- un train toutes les quatre à sept minutes, soit dix trains par heure, au lieu de six trains auparavant, en période scolaire. Les trains sont en provenance et à destination de Cergy-le-Haut ou de Poissy[3] ;
- un train toutes les six minutes en été et pendant les vacances de fin d'année[4].

Tous les jours, en soirée, il y a un train toutes les quinze minutes, au départ comme à l'arrivée. Les trains sont en provenance et à destination de Cergy-le-Haut ou de Poissy, du lundi au vendredi ; le week-end et les jours fériés, les trains sont en provenance et à destination de Saint-Germain-en-Laye.

### Intermodalité
La gare est desservie par les lignes 427, 430, 435, 436, 445 et 451 du réseau de bus Marne et Seine, par les lignes 21 et 23 du réseau de bus du Pays Briard, par la ligne 4120 du réseau de bus Val d'Yerres Val de Seine et, la nuit, par les lignes N32, N135 et N137 du service de bus de nuit Noctilien.

## Projets

### Ligne 18 du métro
Dans le SDRIF-E 2040, il est proposé de faire de Boissy-Saint-Léger le terminus est de la future ligne 18 du métro.

## Galerie de photographies

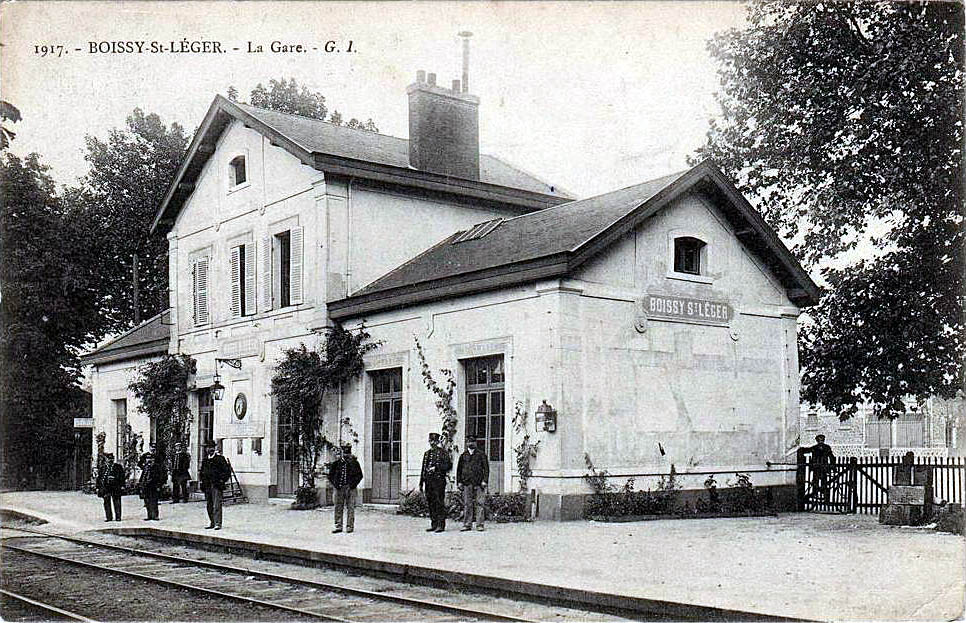
La gare vers 1900.
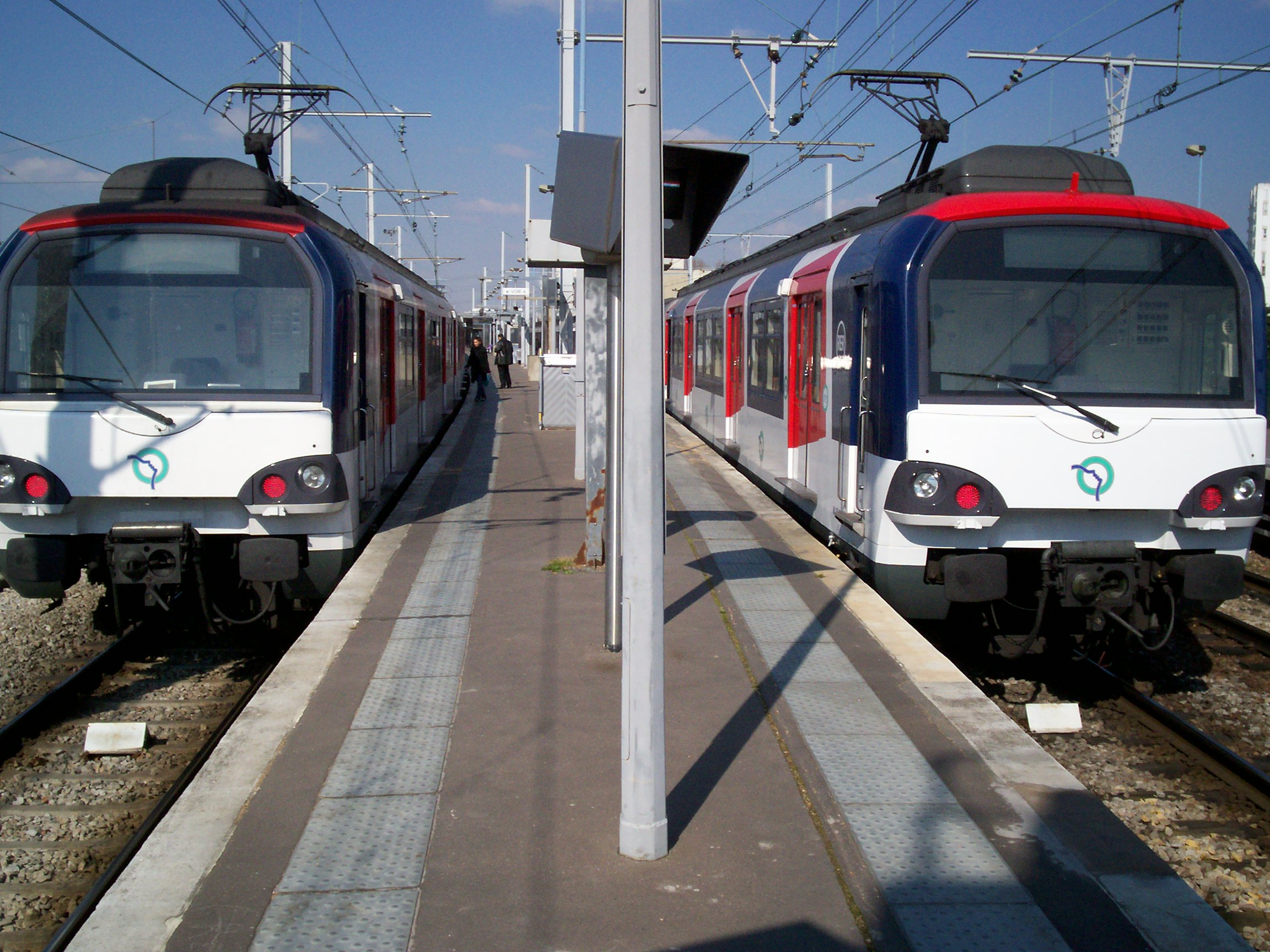
Deux rames MS 61 en 2007.
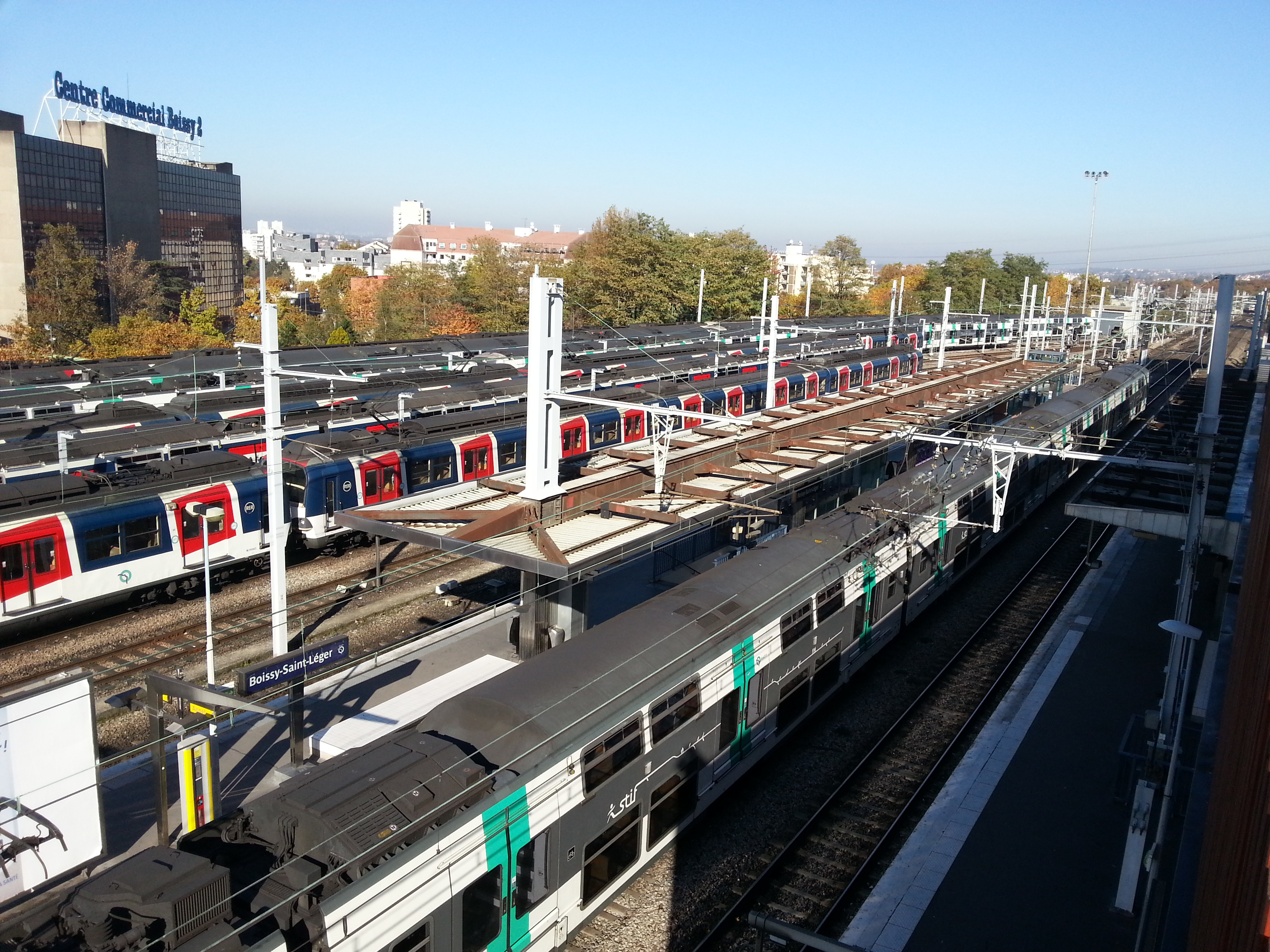
Vue des quais en 2015.
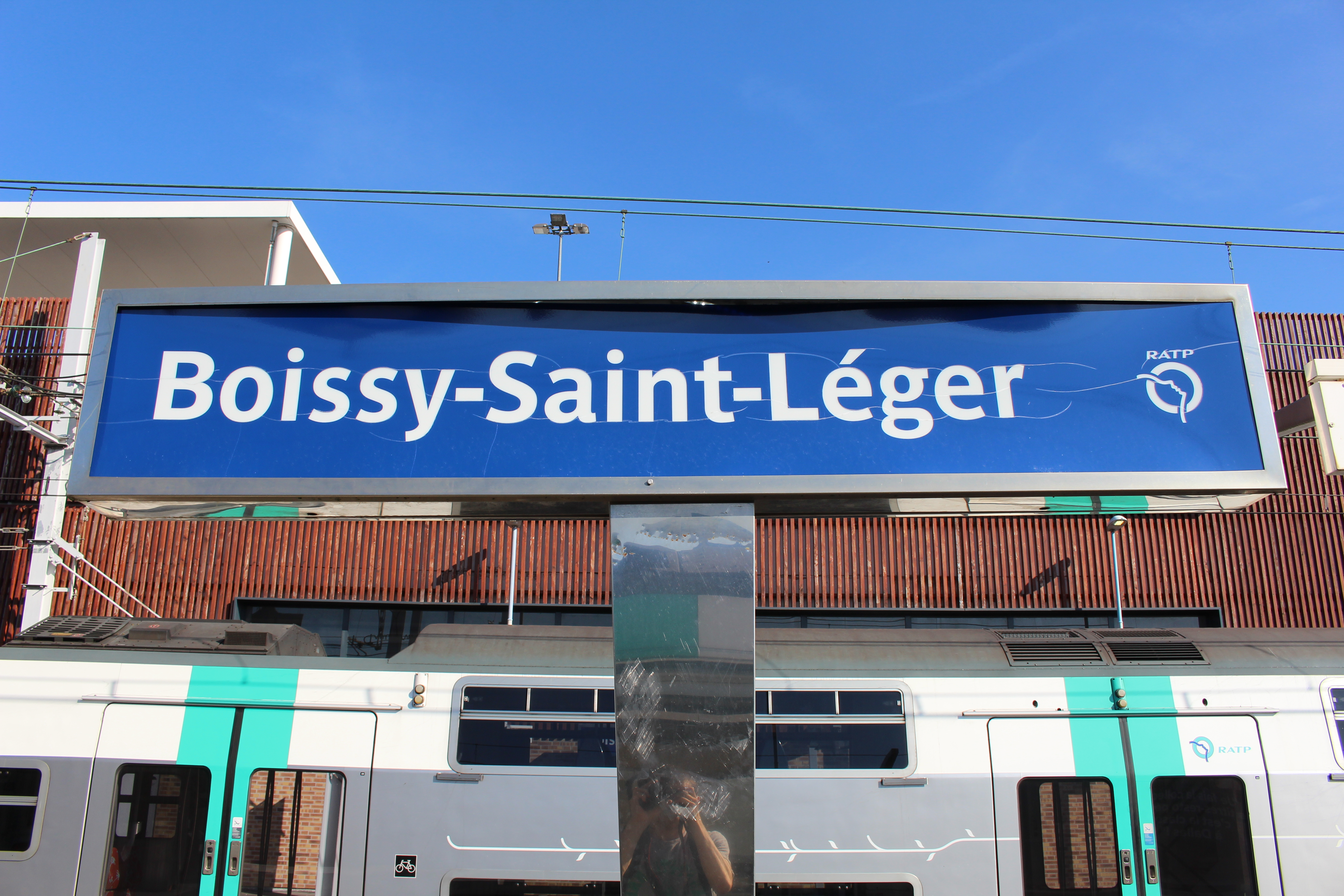
Plaque signalétique indiquant le nom de la gare.